# Kho quẹt

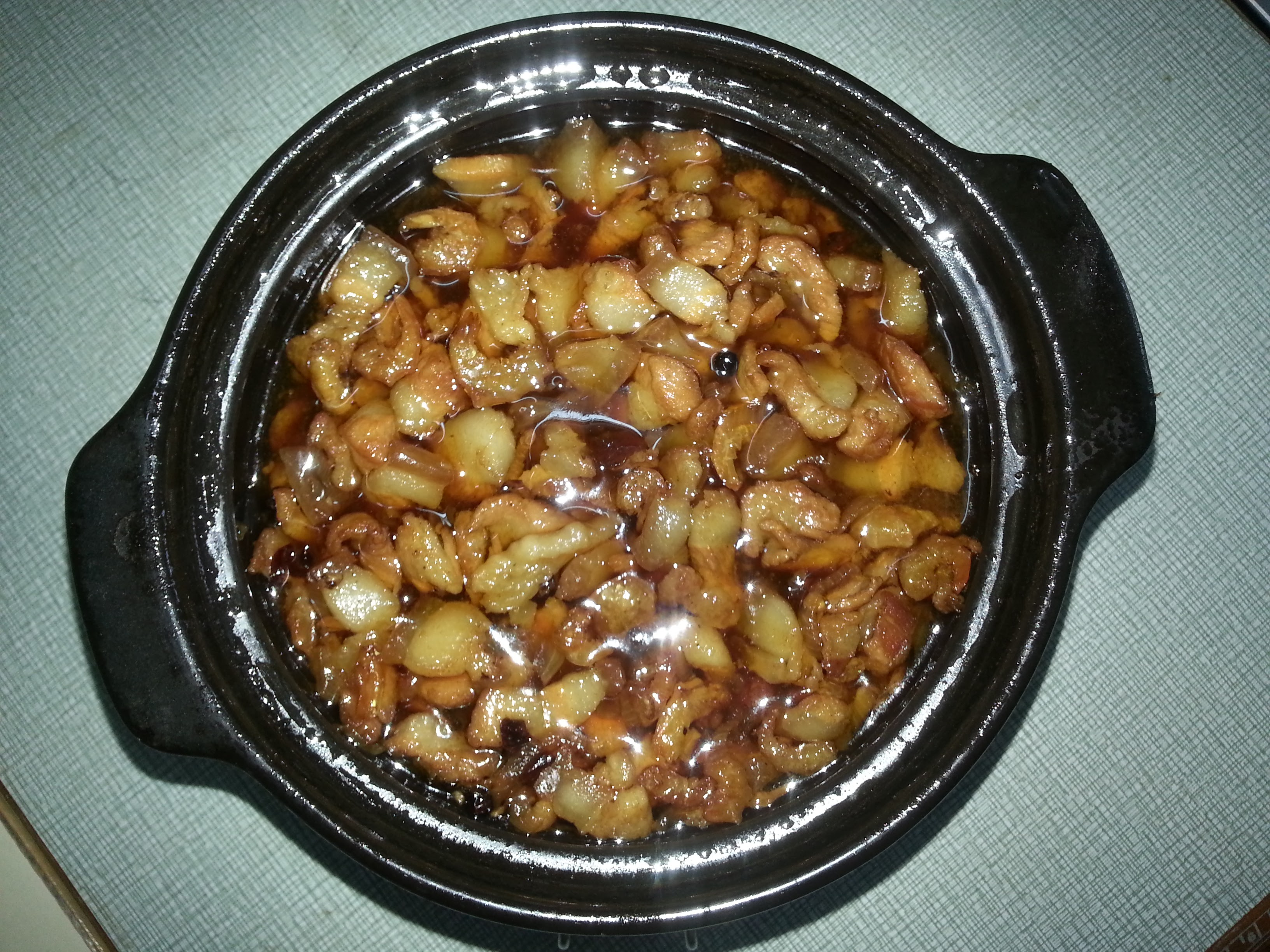
Thố khô quẹt

Kho quẹt (mắm kho quẹt hay nước mắm kho quẹt) là một món ăn dân dã của người Việt Nam, đặc biệt là người Nam bộ. Kho quẹt là món ăn rất rẻ tiền, dễ làm và rất đưa cơm, một đĩa kho quẹt nhỏ có thể là bữa ăn của cả một gia đình. Vì vậy, kho quẹt ngày xưa thường là món ăn phổ biến của các gia đình nghèo vì tính tiết kiệm của nó. Hiện tại chưa giải thích được chính xác tên gọi kho quẹt, theo lời một số người thì có lẽ, "kho" do món này chế biến bằng cách giống như là kho, và "quẹt" là do khi ăn, người ta thường dùng đũa quẹt một tí kho quẹt rồi ăn.

## Lịch sử
Kho quẹt được xuất phát và chế biến những lần đầu tiên bởi thói quen ăn uống "đại khái" của người dân miền tây sông nước, cụ thể là những người làm nông. Vào những ngày mưa dai dẳng, không thể ra đồng, nên người dân dùng đại những thứ có trong nhà như tóp mỡ, tôm tép khô, cùng với gia vị là nước mắm, muối, bột ngọt,... nấu thành một hỗn hợp sền sệt, rồi ra vườn hái vội một hai nắm rau luộc lên ăn với cơm trắng. Vì kho quẹt rất mặn nên có thể nấu một lần mà ăn được nhiều ngày không sợ thiu.

## Đặc điểm
Món kho quẹt đặc biệt thơm, rất mặn, hơi ngọt hoặc không ngọt tùy người nấu, đôi khi có mùi khen khét, màu vàng sẫm hoặc vàng nâu.
Kho quẹt thường ăn với cơm, cháo trắng hoặc dùng để chấm các loại rau củ luộc.

## Nguyên liệu
Nguyên liệu làm món kho quẹt đơn giản: nước mắm, một chút đường, chút tiêu và hành tím phi thơm, cho vào nồi đất hoặc chảo (nếu có nồi đất thì sẽ ngon hơn), đảo vài lần rồi giữ lửa riu riu cho nước mắm cô đặc lại thành một hỗn hợp vàng nâu và bốc mùi rất thơm. Ở một vài vùng, người ta kho thật lâu để nước mắm bay hơi hết, chỉ còn phần muối cô đặc lại, người địa phương cho rằng như thế thì mới ngon. Ngày nay, một số người làm kho quẹt bổ sung thành phần tóp mỡ, tôm khô, vv... kho chung giúp cho món ăn đa dạng hơn. Món kho quẹt cũng được một số nhà hàng sử dụng và cải tiến, ăn kèm với rau, bún, cơm...

## Hình ảnh

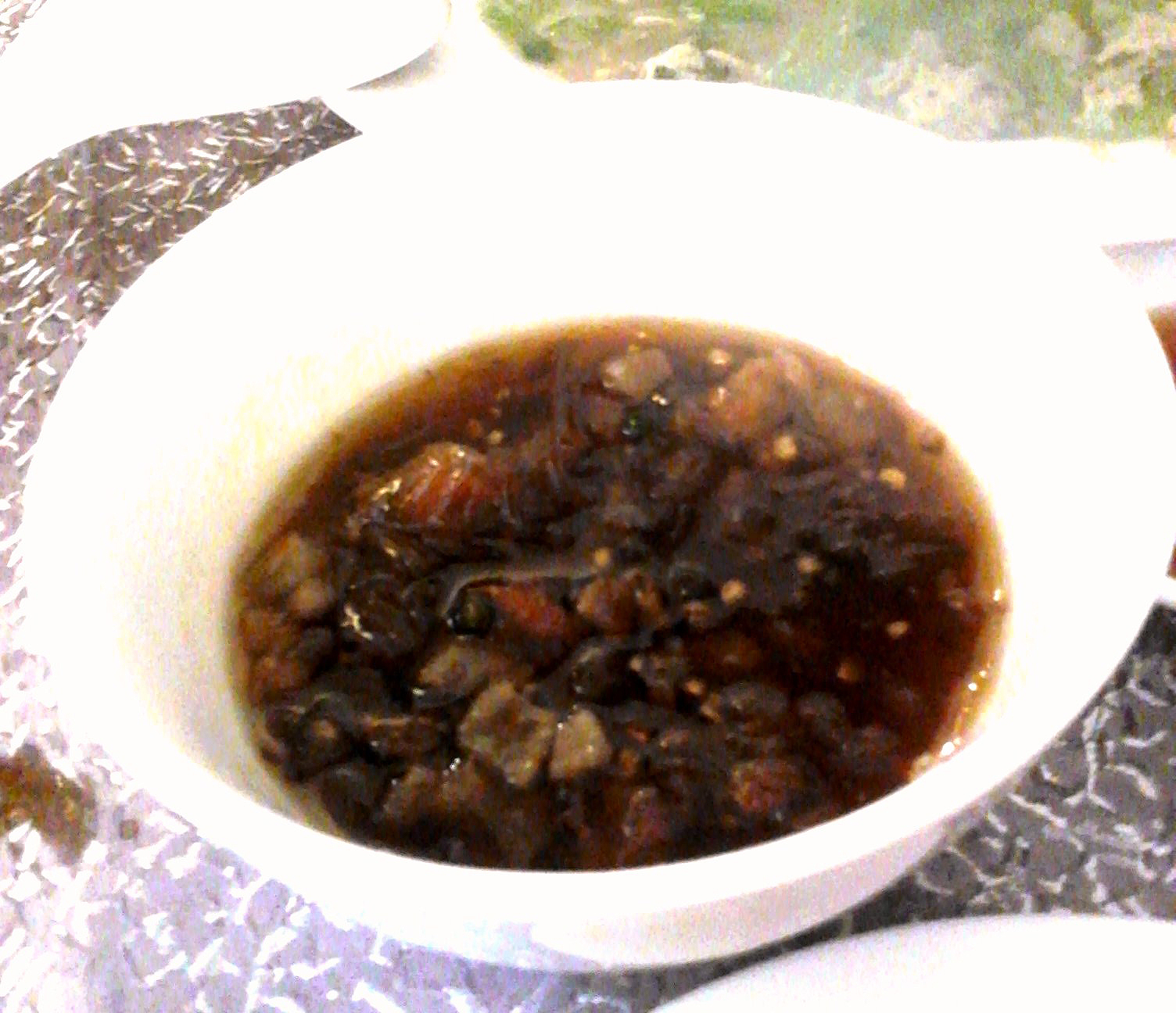
Một bát kho quẹt
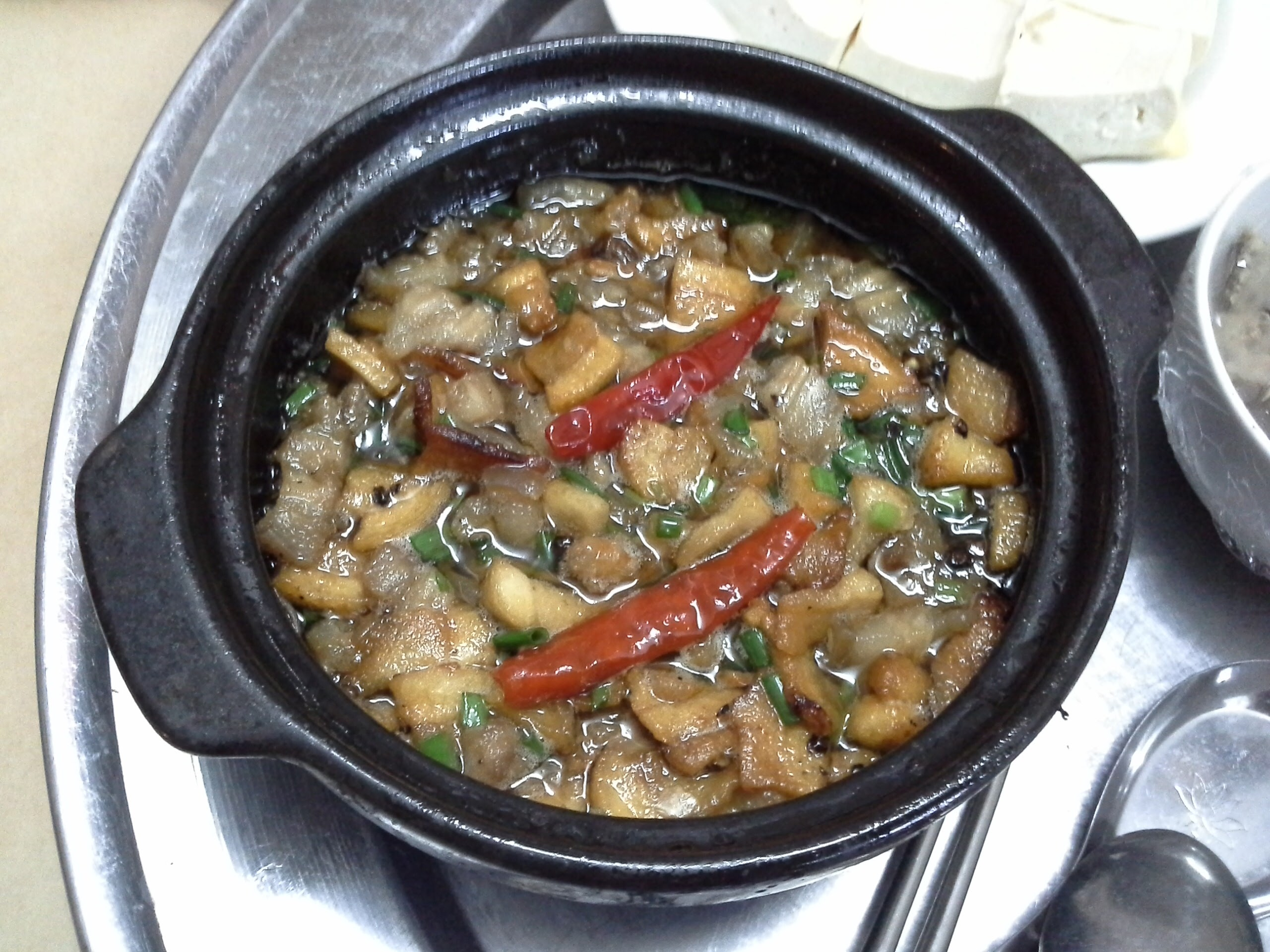
Nồi kho quẹt với thịt ba chỉ, tôm khô, tóp mỡ, hành khô, tỏi khô, hạt tiêu, ớt, nước mắm, đường, hành hoa
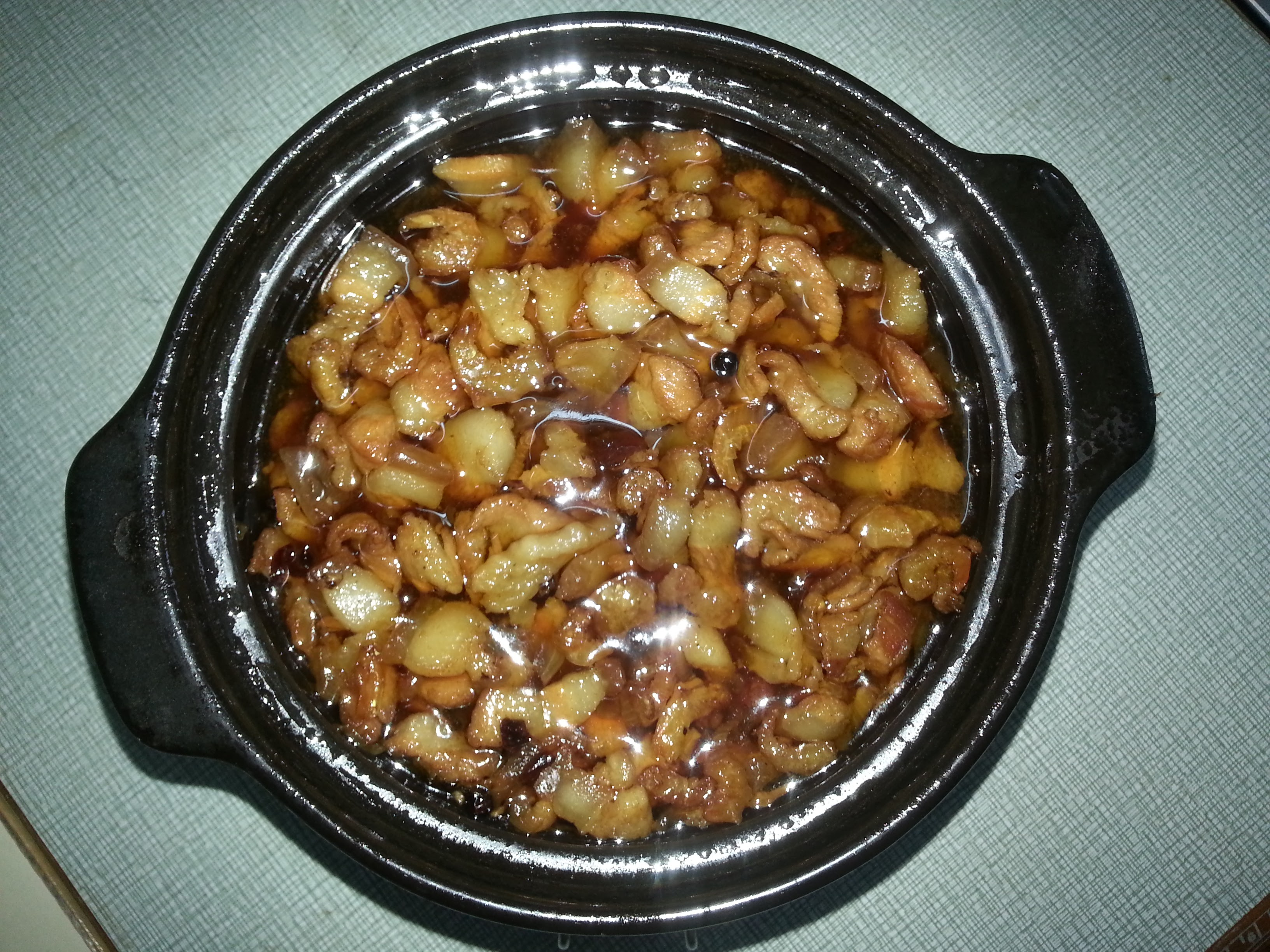
Nồi kho quẹt với thịt ba chỉ, tôm khô và hành khô
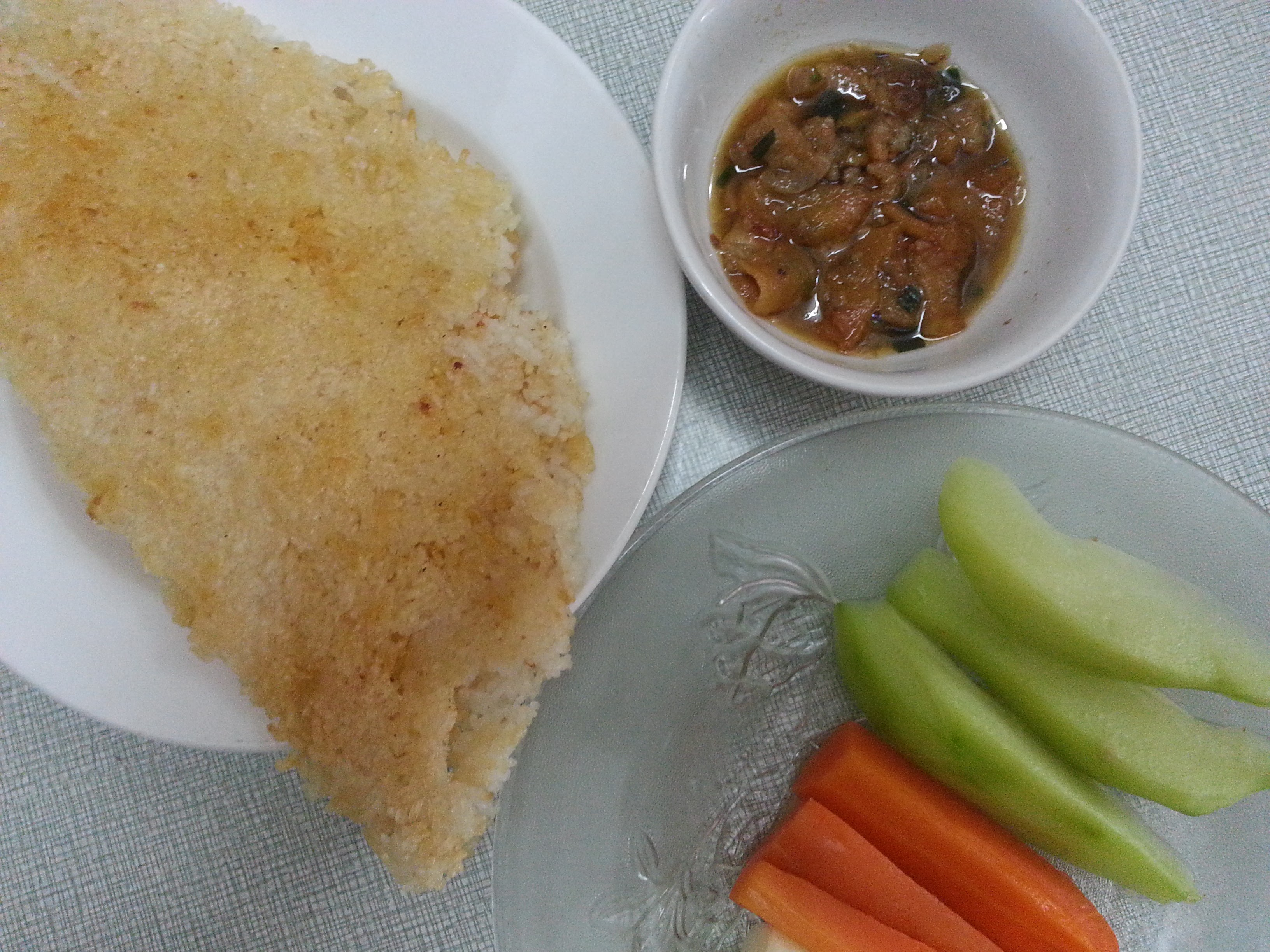
Cơm cháy ăn với kho quẹt và rau củ quả luộc